# Casa Giovini
La Casa Giovini è un edificio storico di Milano situato in via Spadari al civico 9.

## Storia
Il palazzo venne eretto tra il 1908 e il 1909 secondo il progetto dell'architetto Achille Manfredini.

## Descrizione
L'edificio, che sorge in via Spadari in un lotto compreso tra la Casa Vanoni (sempre opera del Manfredini) e il vecchio Hotel Lord nel centro di Milano, si sviluppa su cinque livelli fuori terra, di cui l'ultimo arretrato rispetto alla facciata. Quest'ultima è in un tardo stile liberty che si inizia ad allontanare dai classici stilemi florali ritrovabili, invece, nella vicina Casa Ferrario.

## Galleria d'immagini

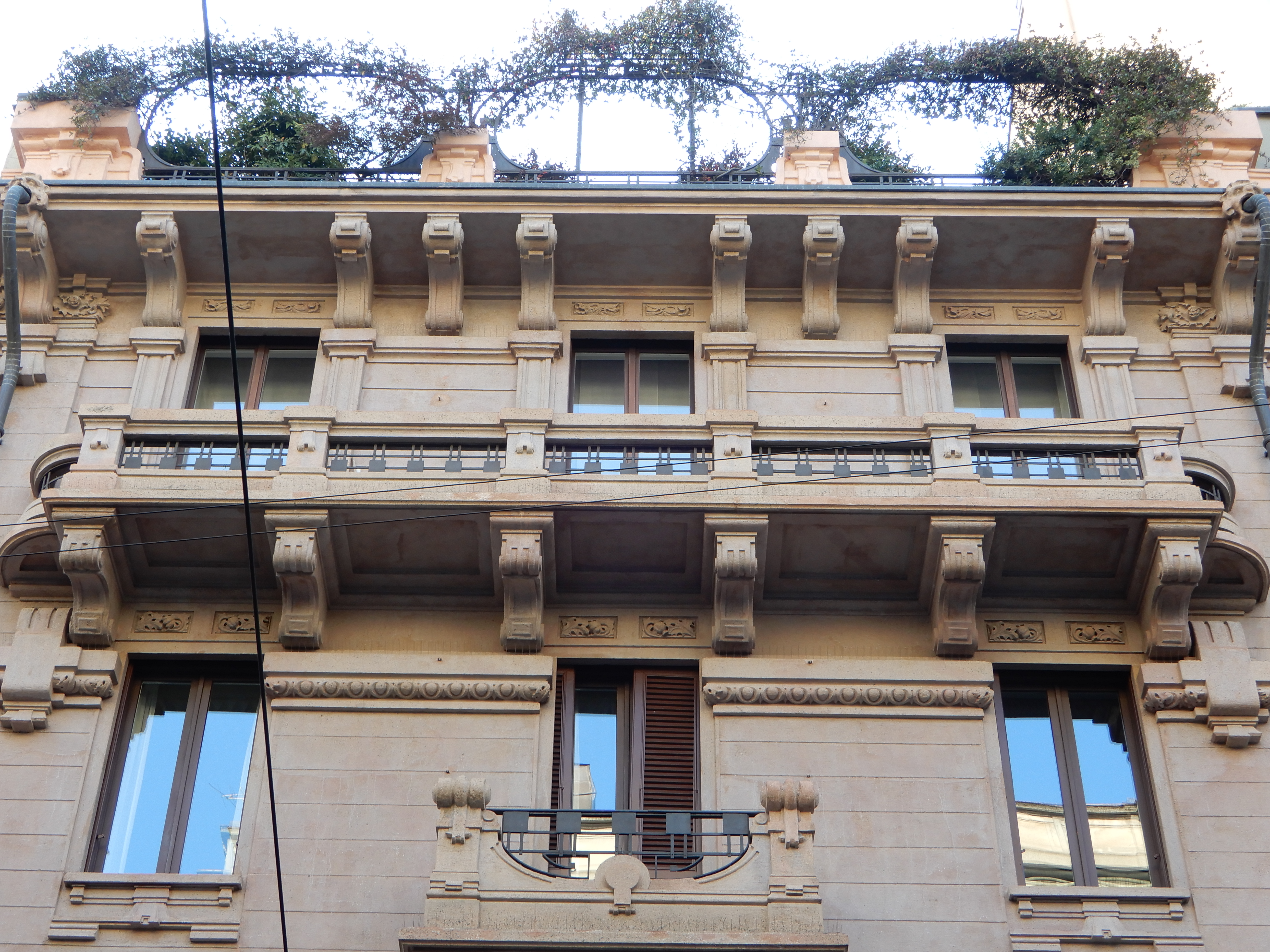
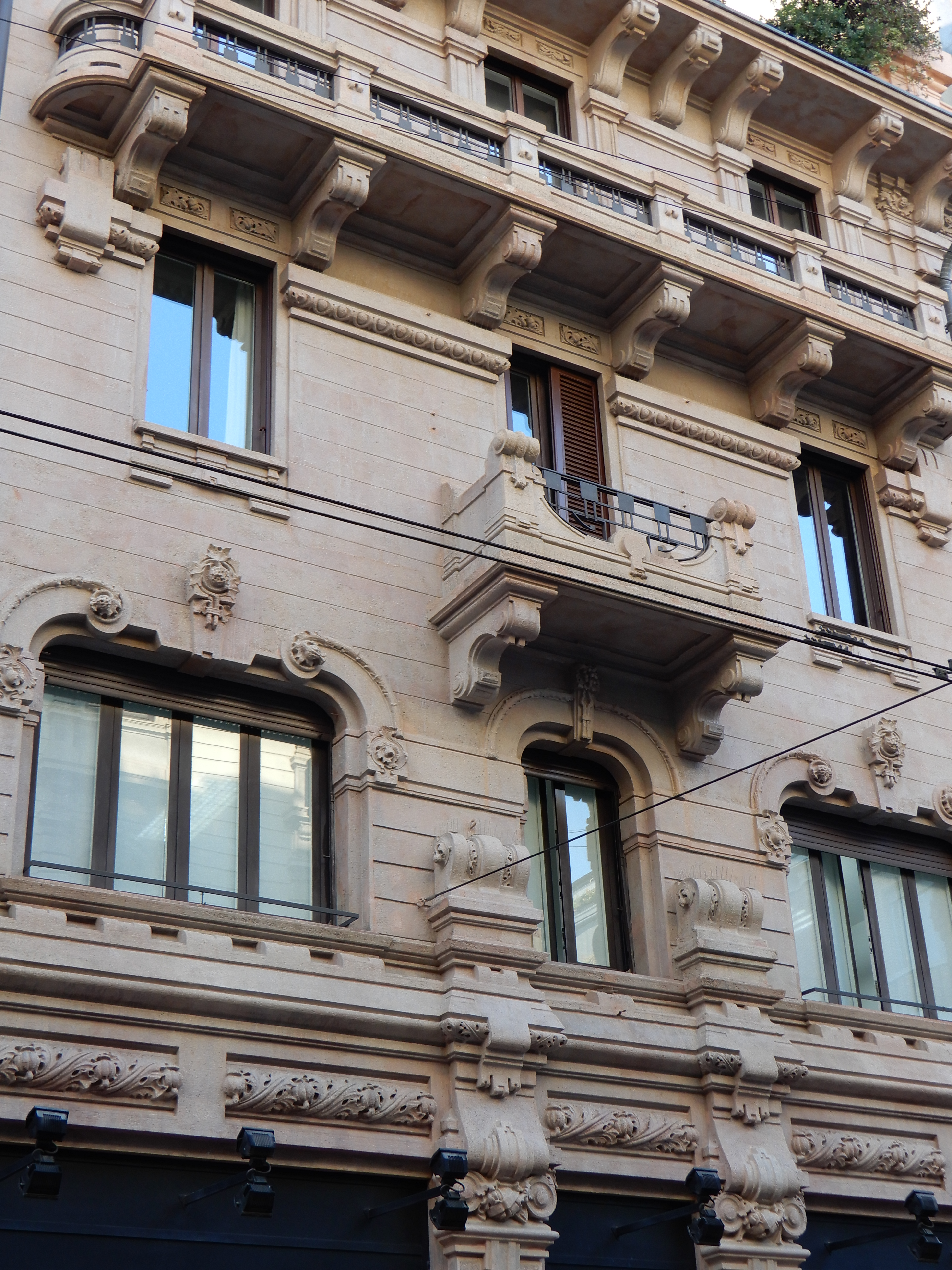
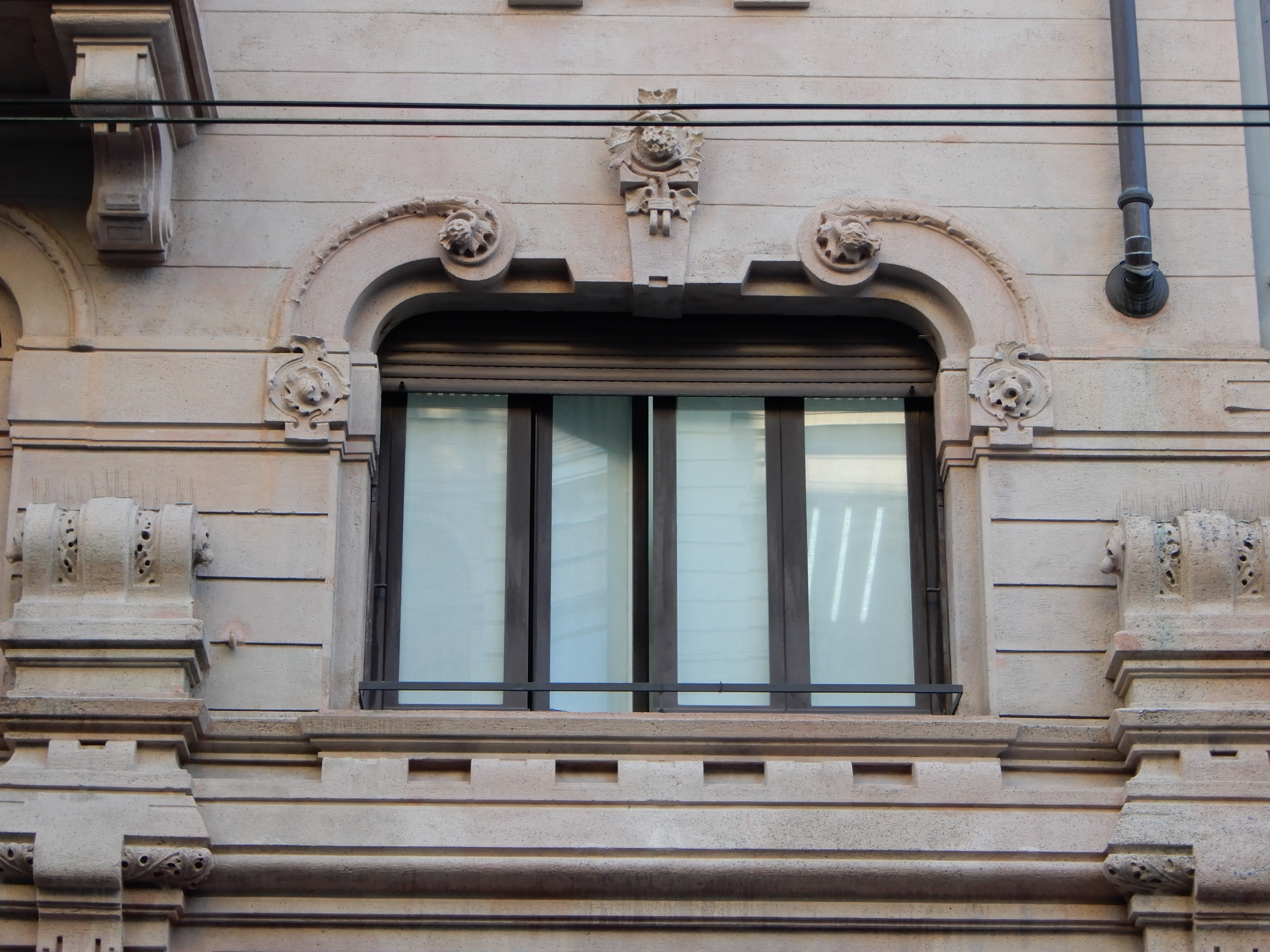